# Miller Anderson
Miller Anderson (Columbus, 27 de dezembro de 1922 - Columbus, 29 de outubro de 1965) foi um saltador estadunidense, que competiu em provas dos saltos ornamentais por seu país.
Alistado no exército para a Segunda Guerra Mundial, Miller sofreu uma severa fratura na perna esquerda, que obrigou os médicos a amputarem-na até a altura do joelho. O ocorrido forçou o atleta a reaprender a saltar, para poder voltar a competir. O empenho surtiu resultado e quatro anos após o fim da Guerra, tornou-se um saltador olímpico. Anderson é o detentor de duas medalhas olímpicas, conquistadas em duas edições diferentes. Na primeira, os Jogos de Londres, em 1948, foi medalhista de prata no trampolim de 3 m. Quatro anos mais tarde, em Helsinque, conquistou nova medalha de prata no aparelho. No International Swimming Hall of Fame, foi o primeiro saltador ornamental introduzido.